# Gu Xiancheng
Pour les articles homonymes, voir Gu.
Dans ce nom, le nom de famille, Gu, précède le nom personnel.
Gu Xiancheng (顧憲成 ; pinyin Gù Xiànchéng ; 1550–1612) est un lettré et fonctionnaire chinois de la période de la fin de la dynastie Ming.
Né à Suzhou dans une famille de marchands aisés, il reçoit une éducation classique, et passe avec succès les examens impériaux, l'engageant dans une carrière mandarinale qui le conduit au poste de secrétaire du ministère des Revenus. Tenant de la pensée morale néo-confucéenne telle que formulée notamment par Zhu Xi, il émet des critiques à l'égard du pouvoir en place et devient une personnalité écoutée dans les cercles de la cour. Néanmoins, ces critiques entravent sa carrière officielle : il est affecté en province avant un retour aux honneurs, puis est finalement dégradé en 1594.
Gu Xiancheng quitte alors la vie publique et retourne dans le Sud pour dispenser ses enseignements, toujours suivant la voie néo-confucéenne. En 1603, avec l'aide d'un autre lettré-éducateur, Gao Panlong, il refonde l'ancienne académie Donglin (« Forêt de l'Est ») à Wuxi, une institution qui avait existé à l'époque des Song du Nord (XIIe siècle) et était dirigée par des lettrés néo-confucéens dont il se revendique le continuateur. Il préconise notamment la lecture des Quatre grands livres des Song qui formaient un des socles de l'éducation néo-confucéenne, et émet de nombreuses critiques à l'égard de la conduite des affaires publiques par le gouvernement. Il s'agit donc d'une posture intellectuelle refusant le retrait du monde (solution que proposent les penseurs taoïstes) et restant dans le militantisme politique. 
L'académie Donglin connaît un succès rapide : elle attire de nombreux lettrés, des fonctionnaires, et même le gouverneur local. Son influence s'étend à l'échelle nationale, causant des tracas à la cour impériale, qui propose cependant à Gu Xiancheng de revenir en 1608, ce qu'il refuse de faire pour des raisons de santé. Il meurt en 1612 sans avoir été inquiété. Après sa mort, l'académie fut interdite sur ordre du gouvernement et Gao Panlong choisit de se suicider pour éviter son exécution.